# Helophorus eclectus
Helophorus eclectus är en skalbaggsart som beskrevs av Armand D'Orchymont 1945. Helophorus eclectus ingår i släktet Helophorus och familjen halsrandbaggar. Inga underarter finns listade i Catalogue of Life.